# 732
Évszázadok: 7. század – 8. század – 9. század
Évtizedek: 680-as évek – 690-es évek – 700-as évek – 710-es évek – 720-as évek – 730-as évek – 740-es évek – 750-es évek – 760-as évek – 770-es évek – 780-as évek
Évek: 727 – 728 – 729 – 730 –  731 – 732 – 733 – 734 – 735 – 736 – 737

## Események

### Európa
- III. León bizánci császár összeházasítja 15 éves Kósztantinosz fiát szövetségese, Bihar kazár kagán Tzitzak nevű lányával. Tzitzak a keresztségben az Eiréné nevet kapja.
- Abd al-Rahmán al-Gáfikí al-andaluszi kormányzó nagy sereget gyűjt (a korabeli krónikás szerint 70-80 ezer embert, mai becslés szerint kb. 40 ezret) és a Pireneusok nyugati pereménél betör Gascogne-ba, Odo aquitániai herceg területére. Elfoglalja Bayonne-t és Bordeaux-t, majd a Garonne folyónál szétzúzza Odo csapatait.
- Odo a frank Martell Károlyhoz menekül és segítséget kér tőle. Károly 30 ezres sereget gyűjt, eközben a muszlimok feldúlják Périgueux-t, Saintes-t és Angoulême-et.
- Károly október 10-én a poitiers-i csatában döntő vereséget mér az arabokra, al-Gáfikí is elesik az ütközetben. A muszlimok visszamenekülnek az ellenőrzésük alatt lévő Septimaniába, míg Károly egyelőre Orléans-on keresztül visszatér frank területre.
- A poitiers-i vereség után a muszlimok végleg felhagynak a nyugat-európai terjeszkedéssel. Károly kiterjeszti uralmát Aquitániára és ekkor kapja a Martell ("pöröly") melléknevet.
- A germánokat térítő Bonifatius Rómába utazik hogy beszámoljon eredményeiről és III. Gergely pápa a germánok érsekévé szenteli. Gergely megtiltja a lóhús evését (amelyet többek között pogány ünnepségeken fogyasztottak).
- Meghal Nechtan mac Der-Ilei pikt király. Utóda I. Óengus.
- Meghal II. Romuald beneventói herceg. Utóda kiskorú fia, II. Gisulf, ám őt hamarosan elűzi Audelais.

## Halálozások
- október 10. – Abd al-Rahmán ibn Abdalláh al-Gáfikí, al-Andalusz kormányzója
- Nechtan mac Der-Ilei, pikt király
- II. Romuald, beneventói herceg

## Fordítás
- Ez a szócikk részben vagy egészben  a(z)   732 című angol Wikipédia-szócikk ezen változatának fordításán alapul.  Az eredeti cikk szerkesztőit annak laptörténete sorolja fel. Ez a jelzés csupán a megfogalmazás eredetét és a szerzői jogokat jelzi, nem szolgál a cikkben szereplő információk forrásmegjelöléseként.